# Malik Sy
Al-Hāddsch Mālik ibn ʿUthmān Sy, bekannt als Malik Sy oder Malick Sy (auf Wolof: Alaaji Maalik Si; geb. 1855 bei Dagana im nördlichen Senegal; gest. 27. Juni 1922 in Tivaouane) war ein muslimischer Gelehrter und Marabout, der entscheidend zur Verbreitung und Konsolidierung des Tidschānīya-Ordens bei den Wolof beitrug und einen eigenen Zweigorden gründete, der als Tidschānīya Mālikīya bekannt ist und bis heute die größte islamische Gemeinschaft im Senegal darstellt. Anders als ʿUmar Tall und andere senegalesische Tidschānī-Führer des frühen 19. Jahrhunderts führte Malik Sy keinen Krieg gegen die französische Kolonialmacht, sondern arbeitete friedlich mit ihr zusammen und rief sogar andere Muslime zu ihrer Unterstützung auf.
Im heutigen Senegal wird, wenn von Malik Sy die Rede ist, häufig nur der Titel Maodo verwendet, der aus dem Pulaar entlehnt ist und die Bedeutung von „höchste Autorität“ hat.

## Leben

### Frühe Jahre

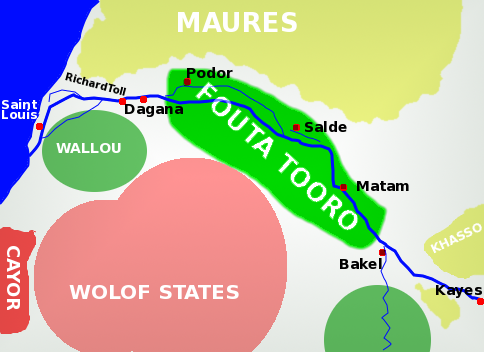
Geographische Lage von Dagana, in dessen Nähe Malik Sy aufwuchs.

Malik Sy wurde 1855 in dem Dorf Gâya östlich von Dagana im Dimar, der westlichsten Provinz des Futa Toro, geboren. Sein Vater Ousmane Sy, ein Tukulor oder Fulbe aus dem Dorf Sine in der Region Louga, starb noch vor seiner Geburt bei der Verfolgung von
Banditen, die sein Dorf überfallen hatten. Malik Sy wuchs deswegen bei der Verwandtschaft seiner Mutter Fâtimata Wade Wélé auf. Dimar war zu jener Zeit Schauplatz von Propaganda- und Rekrutierungsaktivitäten für den Dschihad ʿUmar Talls.
Obwohl Malik Sy dem Volk der Wolof nicht angehörte, wurde er in ihrer Kultur erzogen und sozialisiert. Seine erste Ausbildung erhielt er bei seinem mütterlichen Onkel Alfa Mayoro Wele, der ihn in die Tidschānīya einführte. Anschließend lernte er bei den Brüdern seines Vaters sowie anderen Lehrern auf dem Gebiet von Jolof. Seine Ausbildung im Koran schloss Malik Sy in den frühen 1870er Jahren im zentralen Futa-Gebiet ab, anschließend unternahm er weite Reisen, um bei verschiedenen Lehrern islamisches Recht und Theologie zu studieren.

### Lehrtätigkeit in Saint-Louis und Reisen
In den späten 1870er Jahren begann Malik Sy, selbst Unterricht zu geben. Dank mehrerer Gönner aus der muslimischen Gemeinschaft konnte er in Saint-Louis, dem damaligen Sitz der französischen Kolonialmacht, ein Quartier beziehen. 1879 heiratete er seine erste Frau, Rokhaya Ndiaye, die aus einer angesehenen Wolof-Familie in Saint-Louis stammte und ihm in den folgenden Jahren vier Kinder gebar. In Gandiole, einer Ansammlung von Dörfern südlich von Saint-Louis an der Mündung des Senegal-Flusses, erwarb Malik Sy einige Felder, die er von Anhängern anbauen ließ.
Die folgenden Jahre reiste er häufig als Lehrer durch die Regionen von Cayor, Jolof und Waalo und vermittelte dort auch schon verschiedenen Personen die spezielle Gebetsformel (wird) der Tidschānīya. In Jolof schloss er 1887 eine zweite Ehe mit Safiatu Niang, einer Verwandten von Alburi, dem Herrscher dieser Provinz, die gleichzeitig seine Cousine war.
Im Jahre 1888 hielt sich Malik Sy einen Monat lang bei den Idaw-ʿAlī von Trarza auf und ließ sich von einem ihrer Mitglieder, Scheich Muhammad ʿAlī, erneut den Wird von Ahmad at-Tidschānī übertragen. Ein Jahr später reiste er mit dem Schiff über Dakar, Marseille, Alexandria, Suez und Dschidda nach Mekka, um den Haddsch zu vollziehen. Die Reise trug erheblich zu seinem Prestige bei: er konnte sich nun mit dem Ehrentitel eines Hāddsch schmücken. Auf dem Rückweg in die Heimat besuchte er die Mutter-Zāwiya seines Ordens in Fès, wo er von dem Qādī Ahmad Sukairidsch al-ʿAiyāschī den Itlāq, die höchste tidschānitische Autorisierung, erhielt.
Nach seiner Heimkehr in den Senegal eröffnete Malik Sy in Saint-Louis eine Schule und eine Zāwiya, in der er die Lehrtradition der Tidschānīya übermittelte. Außerdem erwarb er auf der Insel von Saint-Louis einigen Grund und Boden. Seine Anhänger errichteten 1903 in der Rue Saint-Jean im Nordteil der Stadt eine private Moschee aus Stein, die einen Fußboden aus Holzdielen besaß und mit Dachziegeln gedeckt war.

### Landwirtschaftliche Aktivitäten und Konsolidierung des Schülernetzwerks
1895, in einer Zeit, als die französische Kolonialverwaltung stärker gegen muslimische Bruderschaften vorzugehen begann und Amadou Bamba nach Gabun verbannte, verlagerte Malik Sy seinen Lebensmittelpunkt nach Ndiarndé in Cayor, wo der Erdnussanbau florierte. Der Ort lag in der Nähe des Verladebahnhofs von Kelle sowie der Gemeinschaft von Bu Kunta, der damals ein Modell maraboutischen Unternehmergeistes in der französischen Kolonie darstellte.

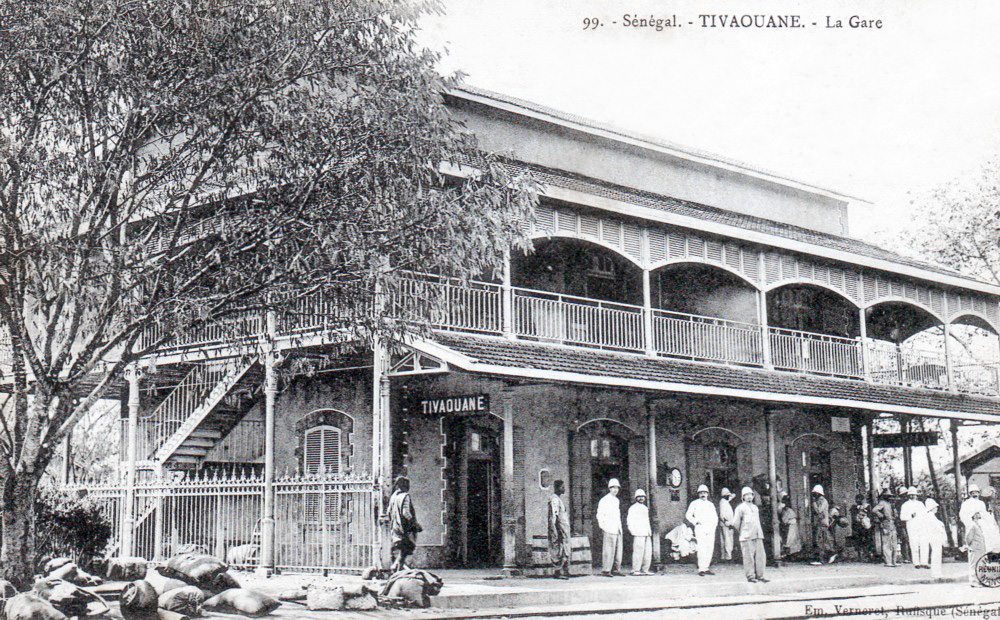
Die Bahnstation von Tivaouane um 1905

Ein Bruder von Malik Sy, Momar Benta, befand sich bereits 1892 in Tivaouane, einem aufstrebenden Handelsplatz im Wolof-Gebiet, und vermittelte dort den Wird at-Tidschānīs an Personen aus Sine weiter. Im Jahre 1902 zog Malik Sy selbst nach Tivaouane, das zu dieser Zeit dadurch weiter an Bedeutung gewann, dass die Franzosen in diesem Jahr ihre Hauptstadt nach Dakar verlegt hatten und der Ort an der belebten Bahnstrecke Dakar–Niger zwischen der alten und der neuen Hauptstadt lag. In Tivaouane gründete Malik Sy eine Zāwiya und verschiedene islamische Schulen und erwarb sich großes Ansehen als Lehrer.
Darüber hinaus setzte er seine Aktivität als reisender Lehrer fort, wobei er meist die verschiedenen Stationen der Eisenbahn abfuhr. Ehemalige Schüler von ihm, die sich auch seiner Tarīqa angeschlossen hatten, stellten bald die Mehrheit der Lehrer von Koranschulen der Region Cayor. Auch in den weiter südlich gelegenen Teilen des Senegal, in Thiès und Baol, waren ihm viele Koranschullehrer und Dorfvorsteher als ehemalige Schüler verbunden. In Thiès hatte Malik Sy sogar einen eigenen offiziellen Repräsentanten, Tamsir Momar Diour, der seit 1902 als der Vorsteher der städtischen Schule tätig war. Auch in Dakar entstand bald eine große Kolonie von Schülern (talibés) Malik Sys. Sie unterstand der Führung eines gewissen Lebbou Mbour Ndoye.

### Zusammenarbeit mit der französischen Kolonialmacht
Im Gegensatz zu den Tidschānīs aus dem Volk der Tukulor, die in der Tradition von ʿUmar Tall standen, stand Malik Sy von Anfang an in einem freundschaftlichen Verhältnis zu den Franzosen und arbeitete mit der Kolonialmacht zusammen. Die französische Kolonialadministration hatte umgekehrt großes Vertrauen in ihn. Léon Edmond Destaing, der französische Direktor der Médersa in Saint-Louis bezeichnete ihn 1908 nach einem Besuch der wichtigsten Koranschulen des Senegal als „den am meisten gebildeten Marabout“ (le marabout le plus instruit) des Landes.
1910 behandelte er in einer Freitagspredigt ausführlich einen Brief des mauretanischen Gelehrten Saʿd Būh an seinen Bruder Mā' al-ʿAinain al-Qalqamī, der damals von den Franzosen in Westafrika verbreitet wurde. Saʿd Bū hatte darin den Dschihad des Schwertes als Antwort auf die europäische Eroberung als unangemessen verworfen. Im Jahre 1912, zu einer Zeit, als Frankreich militante muslimische Reaktionen auf die Errichtung seines Protektorats über Marokko sowie die panislamische Propaganda aus Istanbul fürchtete, rief Malik Sy in einem offenen Brief die Muslime innerhalb und außerhalb der Tidschānīya dazu auf, den Franzosen volle Unterstützung zu geben. Während des Ersten Weltkriegs appellierte er an seine Anhänger, in die französische Armee einzutreten. Sein ältester Sohn Amadu nahm selbst als französischer Soldat am Weltkrieg teil und fiel 1916 in Thessaloniki.

### Kontakte mit anderen Tidschānīs
Seit seinem ersten Besuch im Jahre 1890 blieb Malik Sy mit der Mutter-Zāwiya seines Ordens in Fès in ständigem brieflichem Kontakt. Als ihn im Dezember 1913 die Vorsteher der Zāwiya um Hilfsgelder für die Erweiterung des Baus und notwendige Reparaturen baten, spendete er dafür einen Beitrag aus seinem Privatvermögen. 1914 empfing er zum ersten Mal einen offiziellen Gesandten des höchsten Scheichs der Tidschānīya bei sich.
Malik Sy bemühte sich zeit seines Lebens, sich über möglichst viele und kurze Initiationsketten mit dem Ordensgründer Ahmad at-Tidschānī zu verbinden. Im September 1913 erteilte ihm der alawidische Vorsteher (muqaddam) Muhammad al-Hasan ibn Muhammad ʿAbd al-Dschalīl eine neue absolute Idschāza für die tidschānītische Lehrtradition.
Im November 1918 erhielt er eine weitere absolute Idschāza im Namen von zwei Enkeln Ahmad at-Tidschānīs aus ʿAin Mādī. Und am 12. Dezember 1920 erneuerte ihm schließlich ein maurischer Muqaddam aus Chinguetti, Muhammad ibn asch-Schaich al-ʿAlawī, die Autorisierung für die Übermittlung des tidschānitischen Wird.

### Tod und Nachfolge
Als Malik Sy im Jahre 1922 starb, wurde Babacar Sy, der älteste überlebende Sohn seiner ersten Frau Rokhaya, der die meiste Zeit in Saint-Louis gelebt hatte, zu seinem Nachfolger. Mit dem Titel eines Khalife général des Tidianes ausgestattet, stand er bis 1957 an der Spitze des Zweigordens.

## Werke
Ousmane O’Kane und John Hunwick führen in ihrer Bibliographie 23 arabische Werke von Malik Sy auf. Besonders große Aufmerksamkeit haben bisher erfahren:
- Ḫilāṣ aḏ-ḏahab fī sīrat ḫair al-ʿArab („Das reine Gold über die Sīra des besten der Araber“), Gedicht über die Biographie Mohammeds, das mit Empfehlung der französischen Kolonialregierung 1914/15 zum ersten Mal in Tunis gedruckt[34] und später von Malik Sy mit einem eigenen Kommentar versehen wurde.
- Fākihat aṭ-ṭullāb nahǧ at-Tiǧānī al-ḫāliṣ al-aṣlāb, Abhandlung über die Lehre und die Praktiken der Tidschānīya. Der Text wurde 2002 von Ravane Mbaye ediert und ins Französische übersetzt.
- Kifāyat ar-rāġibīn fīmā yahdī ilā ḥaḍrat rabb al-ʿālamīn wa-iqmāʿ al-muḥdiṯīn fī š-šarīʿa mā laisa la-hū aṣl fī dīn („Die Zufriedenstellung der Wünschenden hinsichtlich dessen, was zum Herrn der Welten führt, und die Bändigung derjenigen, die in der Scharia etwas hervorbringen, das keine Grundlage in der Religion hat“), Abhandlung, die sich mit verschiedenen verwerflichen Handlungen der Muslime, insbesondere der Klasse der Marabouts auseinandersetzt.[35] Das Werk wurde von Rawane Mbaye im zweiten Band seiner Dissertation ediert und ins Französische übersetzt. Es umfasst zwei Teile. Der erste Teil, der sich mit der „Verderbtheit der Zeit“ (fasād az-zamān) befasst, umfasst zwölf Kapitel, die folgende Themen behandeln: 1.) die Quellen des Fanatismus (maṣādir at-taʿaṣṣub), 2.) die Fadā'il des Koran, 3.) die Art der Koranrezitation, 4.) der Scheich und derjenige, der Scheichtum für sich in Anspruch nimmt (aš-šaiḫ wa-l-mutašaiyiḫ), 5.) Grundlagen von Predigt und geistlicher Führung (usus al-waʿẓ wa-l-iršād), 6.) Anzahl der (erlaubten) Ehefrauen, 7.) die Fallstricke des Sufismus (ḥabā'il at-taṣauwuf), 8.) der laute Dhikr bei der Frau, 9.) die Prosternation vor den Scheichen, 10.) erlaubtes und verbotenes Geschenk, 11.) Bewahrung des Glaubens, 12.) Welche Heilmittel zulässig sind. Im zweiten Teil, der dem Ritualgebet, der Zakāt und dem Fasten gewidmet ist, werden folgende Themen behandelt: 1.) Allgemeine Anweisung, 2.) das Tragen von Dingen beim Gebet, 3.) die Art und Weise des Gebets, 4. die Basmala beim Pflichtgebet, 5. das Hinlegen der Hände beim Gebet (waḍʿ al-yadain fī ṣ-ṣalāt), 6. das Gebet in der Gemeinschaft (aṣ-ṣalāt fī l-ǧamāʿa), 7. die Aussprache von Dād und Dschīm, 8. das Freitagsgebet, 9. die Zakāt auf Getreide, 10. die Ankündigung des Ramadan (ṯubūt aṣ-ṣaum) durch den Telegrafen, 11. Regeln der Entwicklung (aḥkām at-taṭauwur). Im letztgenannten Kapitel erklärt Malik Sy, warum es erlaubt ist, mit der Kolonialmacht zusammenzuarbeiten.
- Ifḥām al-munkir al-ǧānī ʿalā ṭarīqat saiyidi-nā wa-wasīlati-nā ilā rabbi-nā Aḥmad ibn Muḥammad at-Tiǧānī („Das Zum-Schweigen-Bringen desjenigen, der den Orden… von Ahmad ibn at-Tidschānī verwirft und ihm schaden will“), Verteidigung der Tidschānīya und einiger ihrer Regeln. Das Werk wurde von Rawane Mbaye im dritten Band seiner Dissertation ins Französische übersetzt.

## Belege
1. ↑  Vgl. Dia: La pensée socioreligieuse de El Hadji Malick Sy. 2013, S. 5.
2. ↑  Vgl. Geneviève N'Diaye-Correard: Les mots du patrimoine: le Sénégal. Éditions des archives contemporaines, Paris, 2006. S. 343f.
3. ↑  Vgl. Robinson: "Malik Sy." 2000, S. 202.
4. ↑  Vgl. Mbaye: La pensée et l'action d'El Hadji Malick Sy. 2003, Bd. I, S. 56–61.
5. ↑  Vgl. Bousbina: „Al-Hajj Malik Sy“. 1996, S. 182.
6. ↑  Vgl. Robinson: "Malik Sy." 2000, S. 202.
7. ↑  Vgl. Robinson: "Malik Sy." 2000, S. 203f.
8. ↑  Vgl. Robinson: "Malik Sy." 2000, S. 205.
9. ↑  Vgl. Robinson: "Malik Sy." 2000, S. 205.
10. ↑  Vgl. Robinson: "Malik Sy." 2000, S. 206f.
11. ↑  Vgl. Marty: „Le groupement tidiani d’Al-Hadj Malik“. 1915-16, S. 391.
12. ↑  Vgl. Robinson: „Malik Sy.“ 2000, S. 206.
13. ↑  Vgl. Marty: „Le groupement tidiani d’Al-Hadj Malik“. 1915-16, S. 369f, 397.
14. ↑  Vgl. Marty: „Le groupement tidiani d’Al-Hadj Malik“. 1915-16, S. 369.
15. ↑  Vgl. Robinson: „Malik Sy.“ 2000, S. 205.
16. ↑  Vgl. Marty: „Le groupement tidiani d’Al-Hadj Malik“. 1915-16, S. 391f.
17. ↑  Vgl. Robinson: „Malik Sy“. 2000, S. 208f.
18. ↑  Vgl. Marty: „Le groupement tidiani d’Al-Hadj Malik“. 1915-16, S. 369.
19. ↑  Vgl. Marty: „Le groupement tidiani d’Al-Hadj Malik“. 1915-16, S. 391.
20. ↑  Vgl. Robinson: „Malik Sy.“ 2000, S. 210f.
21. ↑  Vgl. Robinson: „Malik Sy.“ 2000, S. 213.
22. ↑  Vgl. Marty: „Le groupement tidiani d’Al-Hadj Malik“. 1915-16, S. 381.
23. ↑  Vgl. Marty: „Le groupement tidiani d’Al-Hadj Malik“. 1915-16, S. 386f.
24. ↑  Vgl. Marty: „Le groupement tidiani d’Al-Hadj Malik“. 1915-16, S. 393.
25. ↑  Vgl. Marty: „Le groupement tidiani d’Al-Hadj Malik“. 1915-16, S. 372.
26. ↑  Vgl. Robinson: „Malik Sy.“ 2000, S. 214.
27. ↑  Vgl. Marty: „Le groupement tidiani d’Al-Hadj Malik“. 1915-16, S. 400 und Robinson: „Malik Sy.“ 2000, S. 215.
28. ↑  Vgl. Robinson: „Malik Sy.“ 2000, S. 205, 216.
29. ↑  Vgl. Marty: „Le groupement tidiani d’Al-Hadj Malik“. 1915-16, S. 399.
30. ↑  Vgl. Bousbina: „Al-Hajj Malik Sy“. 1996, S. 187.
31. ↑  Vgl. Bousbina: „Al-Hajj Malik Sy“. 1996, S. 189f.
32. ↑  Vgl. Bousbina: „Al-Hajj Malik Sy“. 1996, S. 188, 190.
33. ↑  Vgl. Robinson: "Malik Sy." 2000, S. 212.
34. ↑  Vgl. Marty: „Le groupement tidiani d’Al-Hadj Malik“. 1915-16, S. 373.
35. ↑  Vgl. Dia: La pensée socioreligieuse de El Hadji Malick Sy. 2013, S. 120.

| Personendaten    | Personendaten                       |
| ---------------- | ----------------------------------- |
| NAME             | Sy, Malik                           |
| ALTERNATIVNAMEN  | Hāddsch Mālik ibn ʿUthmān Sy, al-   |
| KURZBESCHREIBUNG | muslimischer Gelehrter und Marabout |
| GEBURTSDATUM     | 1855                                |
| GEBURTSORT       | bei Dagana im nördlichen Senegal    |
| STERBEDATUM      | 27. Juni 1922                       |
| STERBEORT        | Tivaouane                           |